# Igreja e Convento do Carmo (Alcântara)

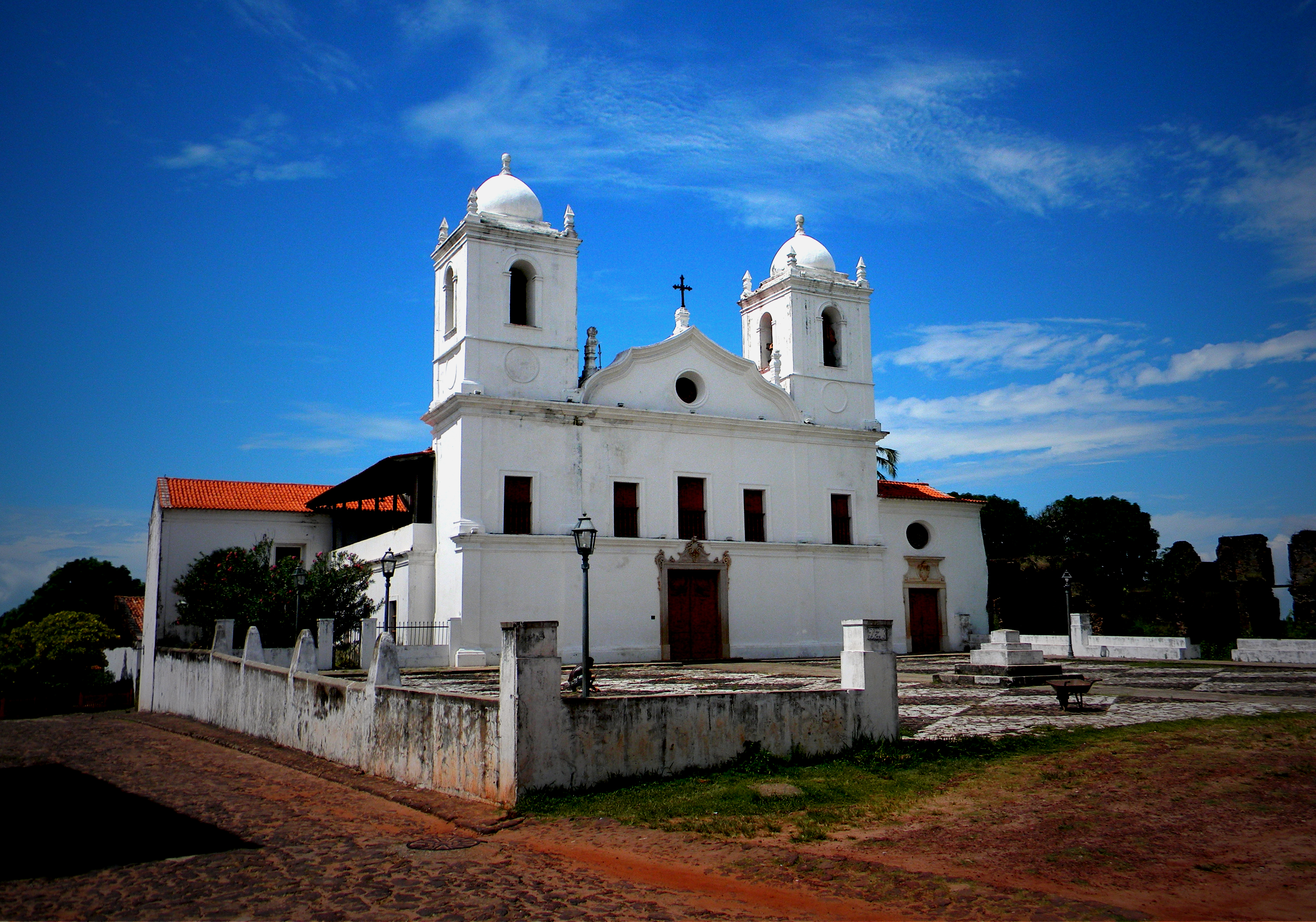
Igreja de Nossa Senhora do Carmo

A Igreja de Nossa Senhora do Carmo e as ruínas do Convento do Carmo integram o conjunto arquitetônico tombado da cidade de Alcântara, no Maranhão.

## Histórico
A Igreja de Nossa Senhora do Carmo se destaca como um dos principais monumentos de arquitetura religiosa brasileira no estilo barroco joanino, sendo a única nesse estilo no Maranhão.
Teve sua construção iniciada no ano de 1645, se estendendo até 1661, tendo sido fundada pelos irmãos da Ordem dos Carmelitas Calçados.

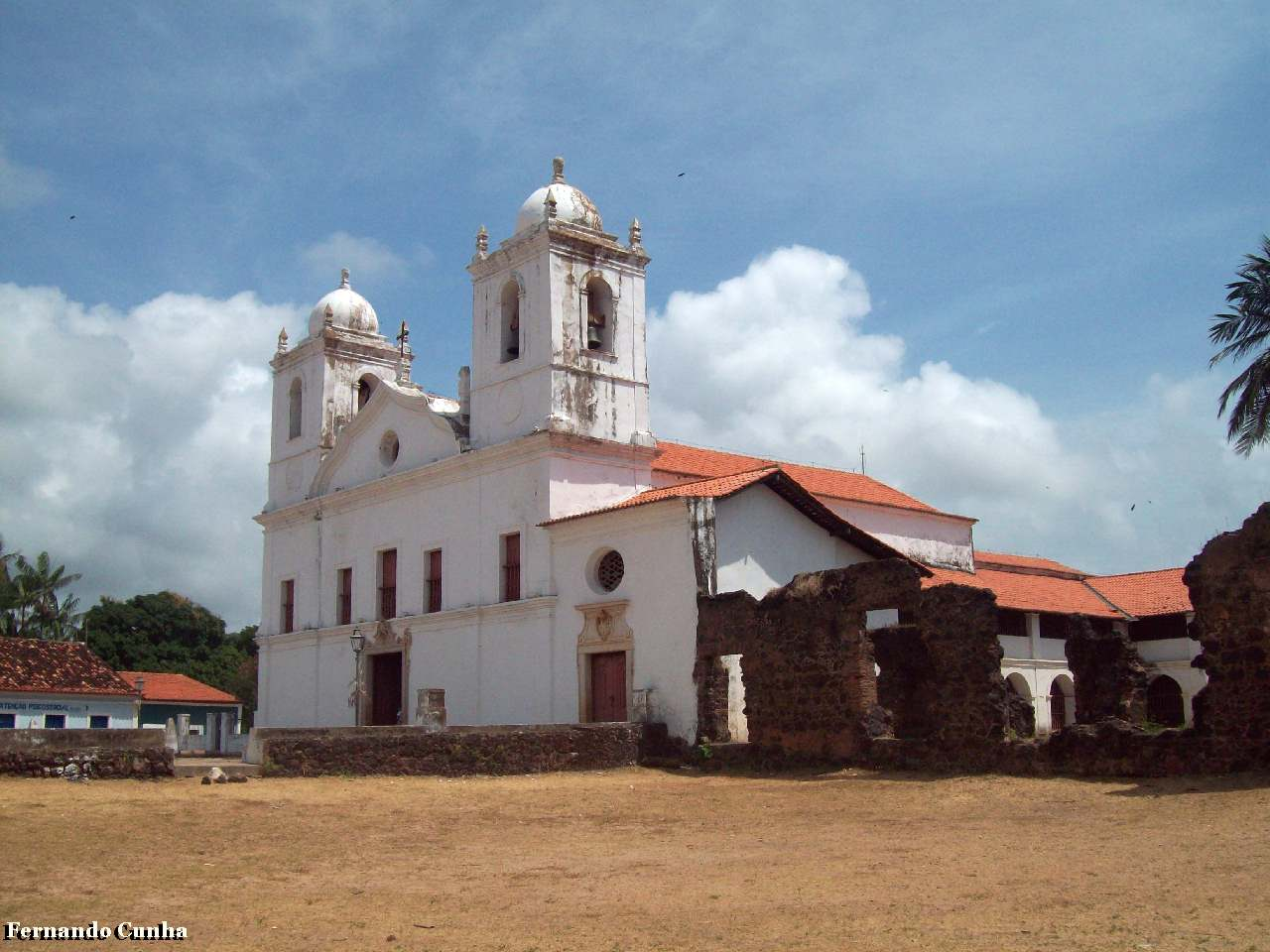
Ruínas do Convento do Carmo

Em 1865, foi restaurada por ordem provincial.
Faz parte das tradicionais manifestações da Festa do Divino Espírito Santo.
A Igreja de Nossa Senhora do Carmo foi tombada como IPHAN no ano de 1948.
Em frente à igreja, há as ruínas do Palacete do Barão de Pindaré, que teria sido construído para receber Dom Pedro II em uma visita que estava fazendo ao Nordeste, o que não ocorreu.

### Convento do Carmo
O convento ficou abandonado a partir de 1890, após a Ordem Carmelitana ter sido despojada de todos os seus bens no Maranhão, com a morte de seu derradeiro monge. No período colonial, foi transformado em quartel e fortaleza pela Força portuguesa.
Atualmente, o convento se encontra em ruínas, restando apenas muros e escombros.

## Características

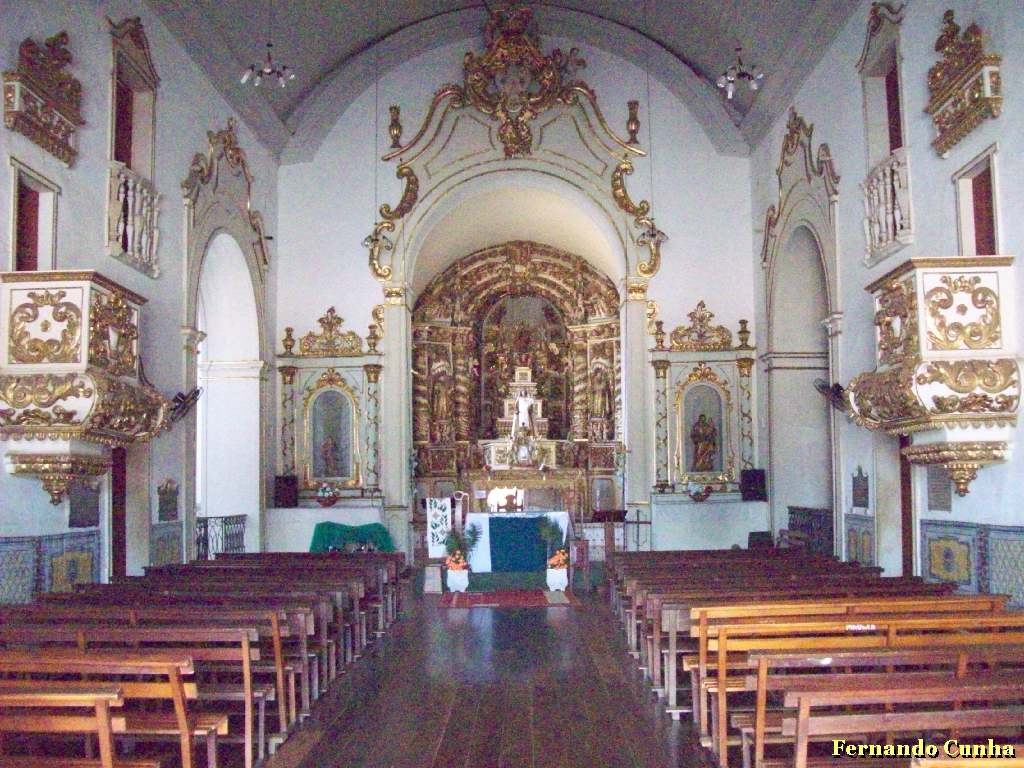
Interior da igreja

O altar-mor é feito em madeira, todo revestido a ouro em folha e com pintura da época, com esculturas sacras em madeira policromada e em mármore no estilo rococó.
Há duas portas elaboradas, uma que dá acesso ao ádrio, e outra que servia só ao convento com escudos talhados. Podem ser vistos painéis de azulejos do tipo tapete.
Os púlpitos que decoram seu interior da igreja são de estilo joanino. A pia da sacristia foi feita em pedra de lioz, no século XVII, com tratamento erudito dos ornamentos, tendo sido importada de Portugal; também há lavabos e lápides.